# Medico scalzo

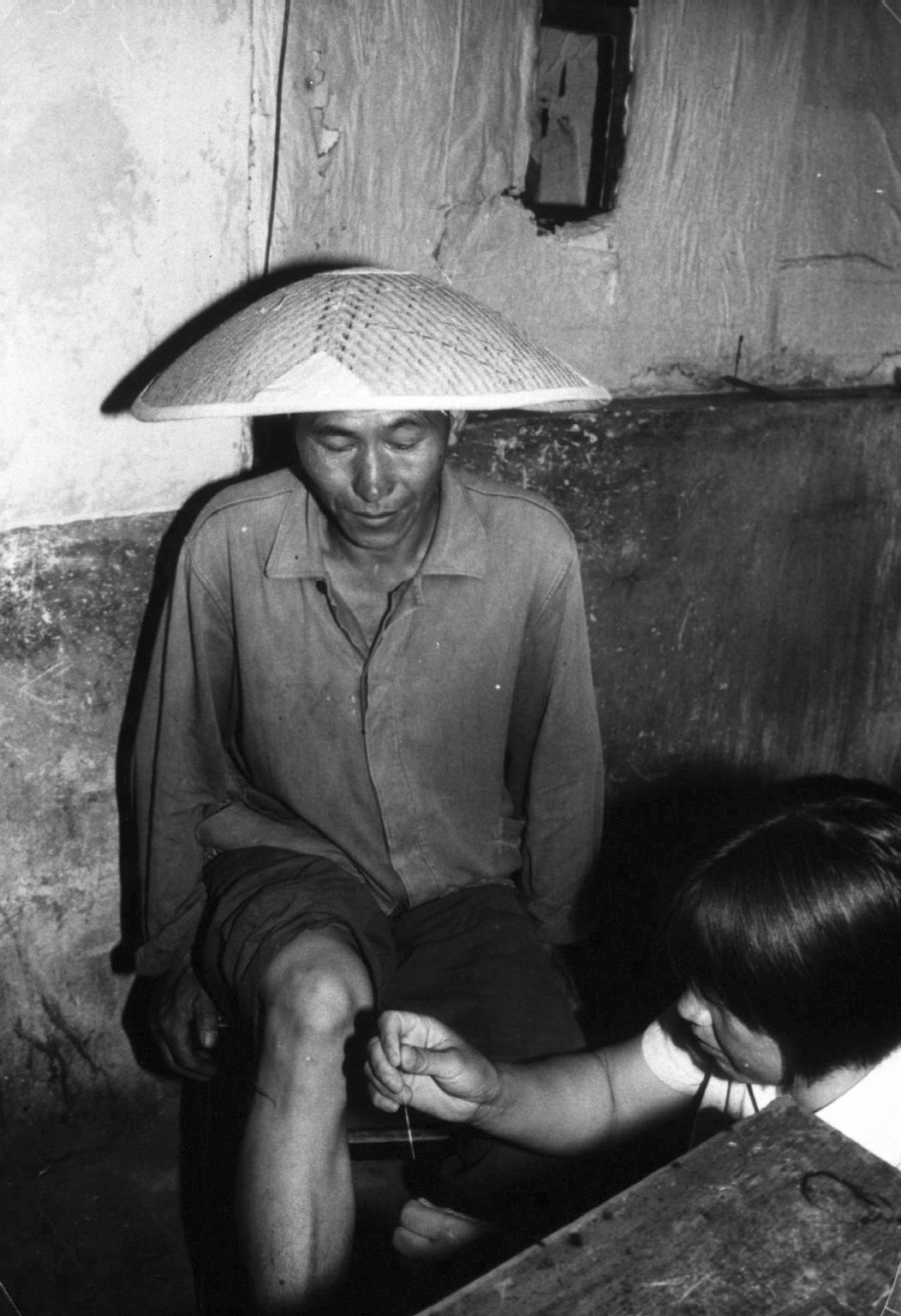
Un medico scalzo esegue l'agopuntura su un uomo.

I medici scalzi (in cinese: 赤脚医生, pinyin: Chìjiǎo yīshēng) erano contadini che avevano ricevuto una formazione minima medica e paramedica ed erano attivi nei villaggi rurali della Cina. Il loro scopo era di rendere accessibili le cure sanitarie nelle aree rurali dove non potevano lavorare i medici delle città. Promuovevano nozioni di base riguardo all'igiene, alla profilassi, alla pianificazione familiare e trattavano le malattie comuni. Il nome deriva dal fatto che i contadini meridionali andavano spesso al lavoro a piedi nudi nelle risaie.
Negli anni trenta, il Movimento di Ricostruzione Rurale incominciò per primo a istruire nuovi medici contadini come parte di un sistema coordinato che in seguito venne avviato tramite esperimenti provinciali dopo il 1949, ma in seguito al discorso di Mao Zedong sulla salute nel 1965 il concetto fu sviluppato e istituzionalizzato. Nel discorso, Mao criticò i pregiudizi urbani del sistema sanitario dell'epoca, e chiamò a un sistema maggiormente incentrato sul benessere della popolazione rurale.
La politica sanitaria della Cina cambiò velocemente dopo tale discorso e nel 1968 il programma dei medici scalzi fu integrato nella politica nazionale. Questi programmi vennero chiamati "Sistemi medici cooperativi rurali" e cercarono di includere la partecipazione della comunità nel fornire i servizi sanitari.
I medici scalzi diventarono parte della Grande rivoluzione culturale, che ridusse radicalmente anche l'influenza del Ministero della salute dominato da medici di formazione occidentale.

## Formazione
I medici scalzi di solito avevano il diploma della scuola secondaria e in seguito ricevevano circa sei mesi di formazione in un ospedale della contea o della comunità, sebbene la lunghezza del corso variasse da pochi mesi a un anno e mezzo. La formazione si concentrava sulla prevenzione delle malattie epidemiche, curando semplici disturbi comuni in quell'area specifica, e gli allievi venivano esercitati all'impiego di tecniche e medicine occidentali. Una parte importante della Rivoluzione culturale era l'invio di intellettuali, e in questo caso medici, nelle campagne (in cinese: 下鄉, pinyin: xìaxiāng).

## Lavoro
I medici scalzi agivano come prima assistenza sanitaria a livello delle zone rurali e venivano dotati di un set di medicinali, sia occidentali sia cinesi, da poter somministrare. Spesso coltivavano le proprie erbe medicinali nei loro cortili. Seguendo le direttive di Mao, i medici scalzi cercarono di integrare sia le tecniche occidentali sia quelle della medicina tradizionale cinese, come l'agopuntura e la moxibustione.  Furono integrati inoltre in un sistema dove potevano portare persone gravemente malate negli ospedali cittadini e delle contee.
Nonostante fornissero una prima assistenza medica, i medici scalzi si concentravano soprattutto sulla prevenzione: fornivano immunizzazioni, consegne per le donne incinte e miglioravano le condizioni igienico-sanitarie. Il reddito dei medici scalzi veniva calcolato come se fossero lavoratori agricoli e venivano pagati circa la metà di un normale medico laureato. La loro paga derivava dai finanziamenti per il benessere collettivo e dai contributi dei contadini locali (dallo 0,5% al 2% delle loro entrate annuali). Questo programma si rivelò un successo in parte per il fatto che i medici venivano selezionati e pagati dai loro stessi villaggi. Negli anni sessanta, vi erano programmi di Sistemi cooperativi medici rurali (SCMR) nel 90% dei villaggi agricoli della Cina.
Il lavoro dei medici scalzi ridusse effettivamente i costi sanitari nella Repubblica Popolare Cinese e garantì i trattamenti di assistenza primaria alla popolazione contadina. L'Organizzazione Mondiale della Sanità (WHO) considerò il progetto cinese come "un esempio di successo per risolvere mancanze o garantire i servizi sanitari nelle aree rurali.” Poiché i medici scalzi permisero di abbassare i costi delle spese sanitarie, la Cina ebbe la possibilità di entrare nelle Nazioni Unite e nella WHO. Inoltre, ciò rappresenta anche un modello per curare determinate malattie nei paesi poveri con le adeguate soluzioni tecnologiche.

## Fine dei medici scalzi in Cina
Due terzi dei medici dei villaggi attualmente attivi nella Cina rurale hanno incominciato lavorando come medici scalzi. L'ex ministro della salute cinese Chen Zhu lavorò per 5 anni come medico scalzo prima di ricevere una formazione accademica.
Il sistema dei medici scalzi fu abolito nel 1981 con la fine del sistema comune delle cooperative agricole. La nuova politica economica cinese promosse un salto dal collettivismo alla produzione individuale per il nucleo familiare. Questo cambiamento causò la parziale privatizzazione del sistema medico che non avrebbe potuto più sostenere i medici scalzi, ai quali venne data l'opzione di sostenere un esame nazionale per diventare dei medici dei villaggi, altrimenti avrebbero ricoperto il ruolo di semplici assistenti sanitari. I medici dei villaggi incominciarono a chiedere un compenso economico ai pazienti in cambio dei loro servizi, e per via dei nuovi incentivi economici, incominciarono a concentrarsi sul trattamento di condizioni croniche piuttosto che alla prevenzione.
Nel 1984, la copertura del SCMR nei villaggi calò dal 90% al 4,8%. Nel 1989 il governo cinese cercò di ripristinare un sistema sanitario cooperativo nelle province rurali lanciando un programma di assistenza sanitaria primaria a livello nazionale, riuscendo ad aumentare nel 1993 la copertura fino al 10%. Nel 1994 il governo stabilì un programma per cercare di ristabilire la copertura dell'assistenza primaria per la popolazione rurale.
Nel 2003 il governo cinese ha proposto un nuovo sistema medico cooperativo, gestito e finanziato dallo stato, simile a un programma assicurativo. Vengono dati annualmente 10 renminbi  per ogni persona coperta dal programma, e garantisce la copertura per le malattie gravi. Questo nuovo programma fa affidamento sulle importanti lezioni imparate dal periodo dei medici scalzi, ma affronta molte sfide nel garantire cure sufficienti e accessibili per le popolazioni rurali della Cina.

## Eredità storica
Il sistema dei medici scalzi era tra le più importanti ispirazioni per la conferenza del 1978 organizzata dall'Organizzazione Mondiale della Sanità ad Alma-Ata, nella RSS Kazaka, dove fu filmata in maniera unanime la Dichiarazione sull'assistenza primaria. Accolta come una breccia rivoluzionaria nell'ideologia della salute internazionale, la dichiarazione fece appello alle comunità locali coinvolte nella decisione delle priorità sanitarie, richiese una maggiore enfasi sulla medicina di comunità e sulla profilassi, e soprattutto cercò di collegare la medicina con le politiche economiche, agricole, industriali, commerciali e di altre aree socio-politiche.

## Sviluppo internazionale con le ONG

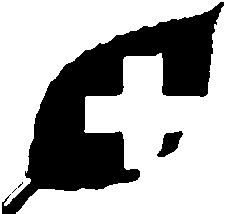
Il logo della ONG.

Nel 1977, Jean-Pierre Willem creò in Francia una ONG internazionale umanitaria apolitica di medici chiamata Médecins aux pieds nus. I volontari sono attivi nel Burundi, in Colombia e nel sud-est asiatico con medici locali per sviluppare "giardini medici" per l'erboristeria e per realizzare oli essenziali per la gemmoterapia. Nel 1999, Jean-Claude Rodet divenne il primo presidente di Médecins aux pieds nus Canada lavorando assieme a Mark Smith negli Stati Uniti. Questa ONG conduce missioni etnobiologiche basate sulla "prossimità, prevenzione e umiltà".